# Tomokazu Sugimoto
Tomokazu Sugimoto  (Japans 杉本 智和, Sugimoto Tomokazu, Funabashi, prefectuur Chiba) is een Japanse contrabassist in de jazz.

## Biografie
Tomokazu Sugimoto speelde midden jaren 90 met Masahiko Osaka, waarmee hij in 1996 zijn eerste opnames maakte (Black Box). In de jaren erna werkte hij o.m. met Chie Ayado, Masabumi Kikuchi (On the Move, 2001), Yoshiro Okazaki, Kei Akagi en Hakuei Kim. In de jazz speelde hij tussen 1996 en 2011 mee op 11 opnamesessies, waaronder met van Kohsuke Mine (With Your Soul). In de jaren 2010 speelde hij in Tamaya Honda's Bass Voodoo Trio en in een duo met pianist Yoshichika Tarue (Rain Man's Story, 2012).